# Campylopus oblongus
Campylopus oblongus là một loài Rêu trong họ Dicranaceae. Loài này được Thér. mô tả khoa học đầu tiên năm 1939.